# Yokohama Landmark Tower

Yokohama Landmark Tower 横浜ランドマークタワー (Yokohama Randomāku Tawā?) este cea mai înaltă clădire din Japonia. Se află în cartierul Minato Mirai 21 din orașul Yokohama și are o înălțime de 295,8 m. Este folosită ca birouri, hotel de 5 stele și magazine.
Construcția sa a început în 1990 și s-a terminat în 1993. Are 70 de etaje (ascensorul are 79 etaje). Suprafața utilizabilă este de 392.000 m².
Firma de arhitectură care l-a proiectat este „Stubbins Associates” (actualmente, „KlingStubbins”), iar firmele de contractare au fost „Shimizu Corporation” și „Mitsubishi Estate”.
Ascensorul turnului este cel de al doilea din lume (în 2010) ca viteză, cu 12,5 m/s (45 km/h).
Etajul 69 este un punct de observație, de unde se poate vedea tot orașul Yokohama la unghi de 360°, iar în zile cu vreme senină se vede Muntele Fuji.

## Galerie

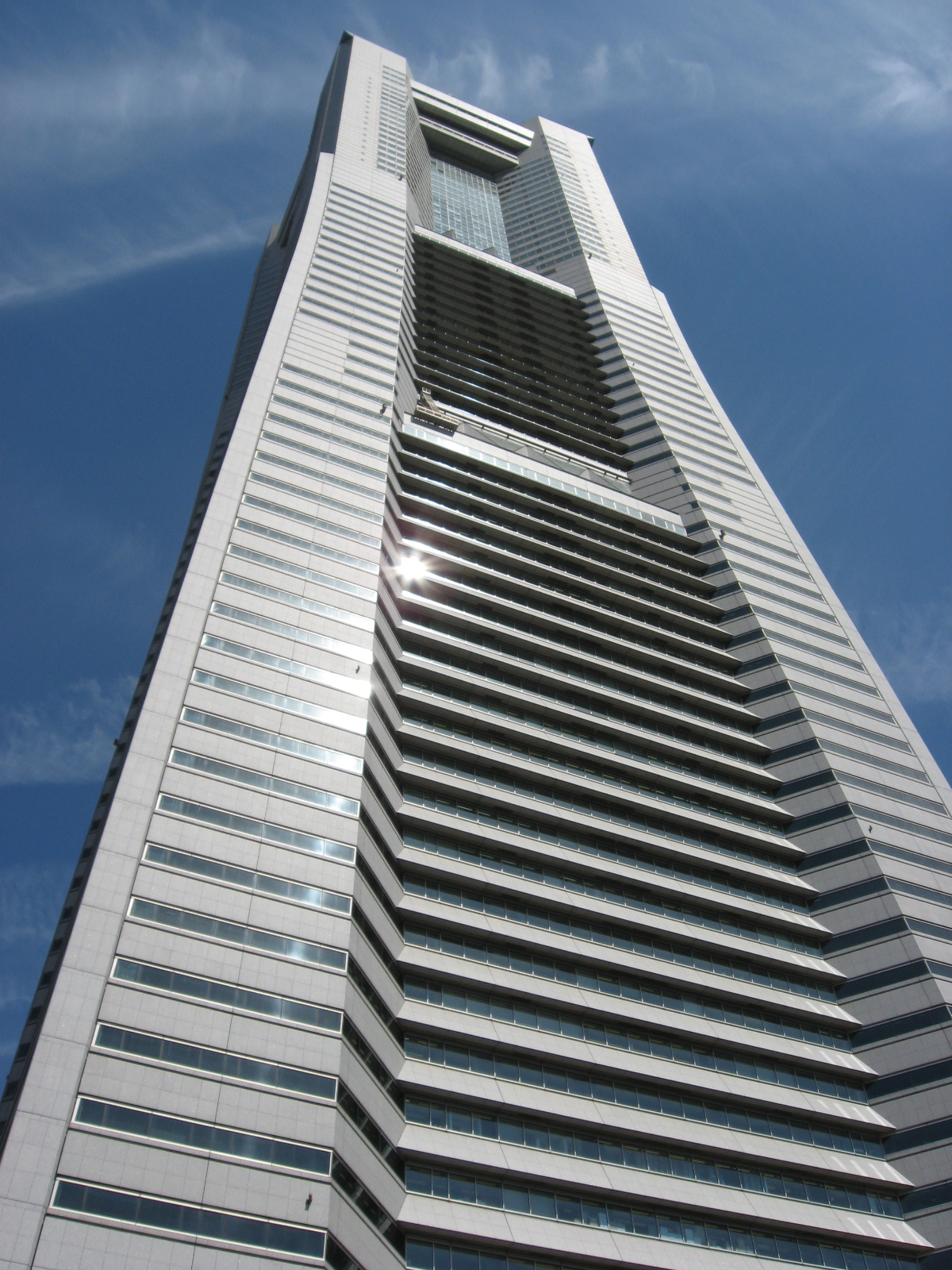
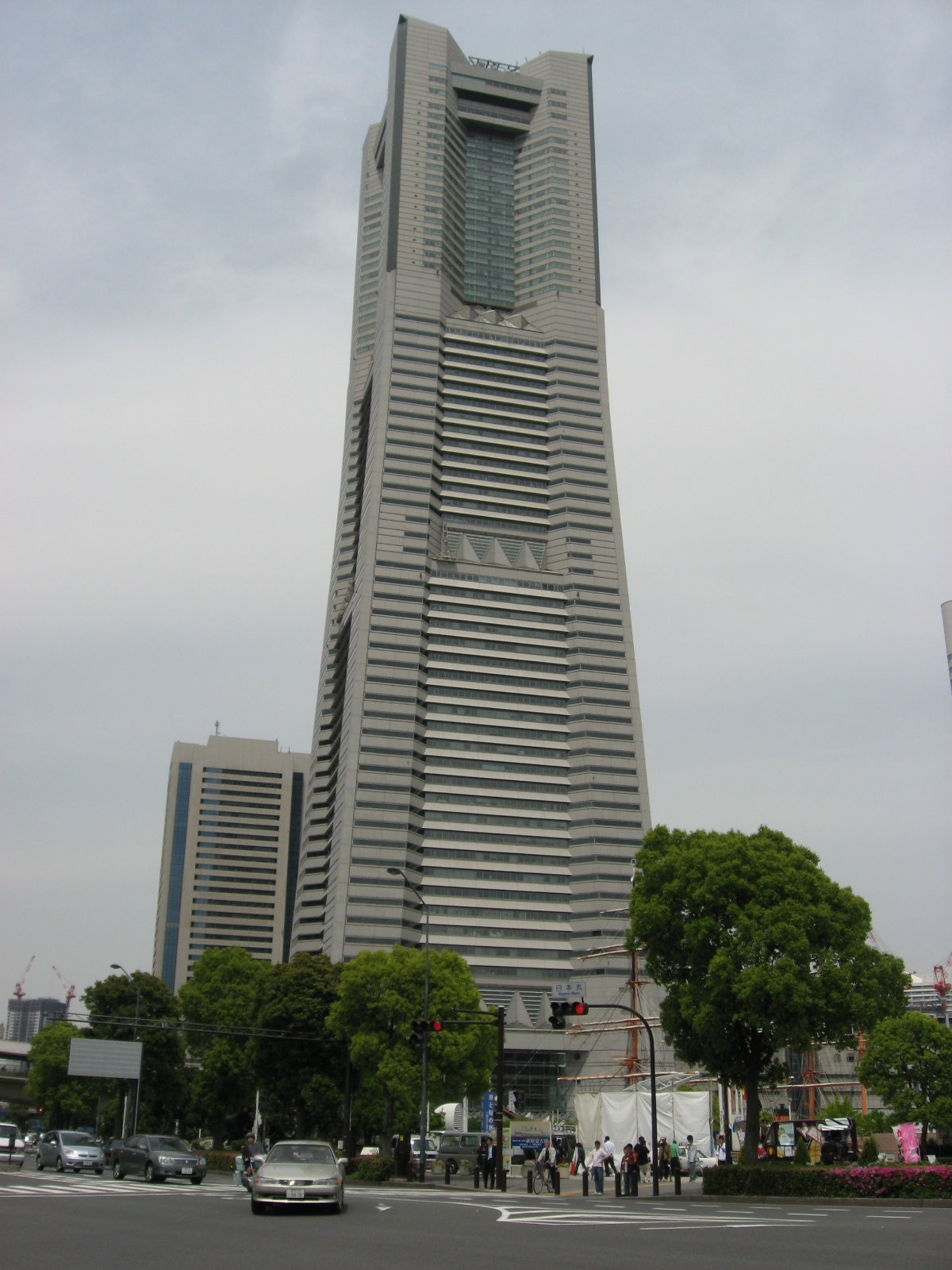
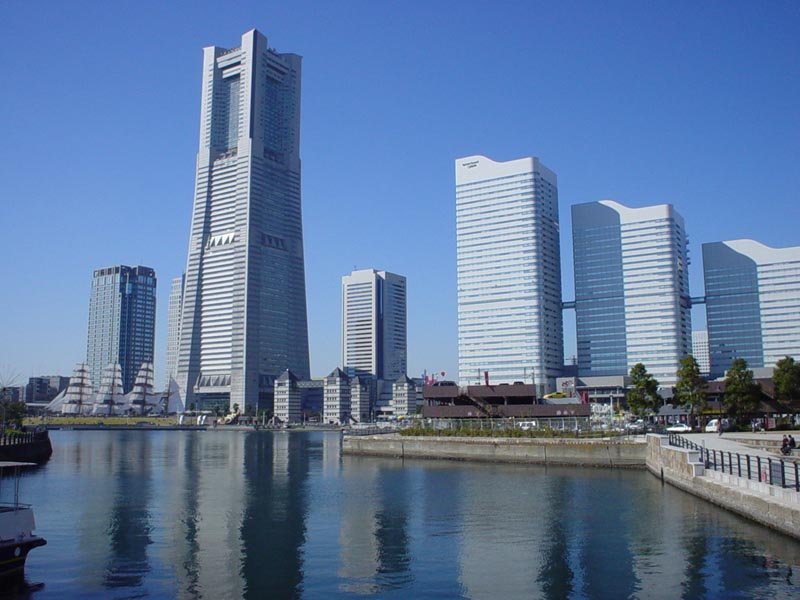
Landmark Tower, în Minato Mirai 21, Yokohama
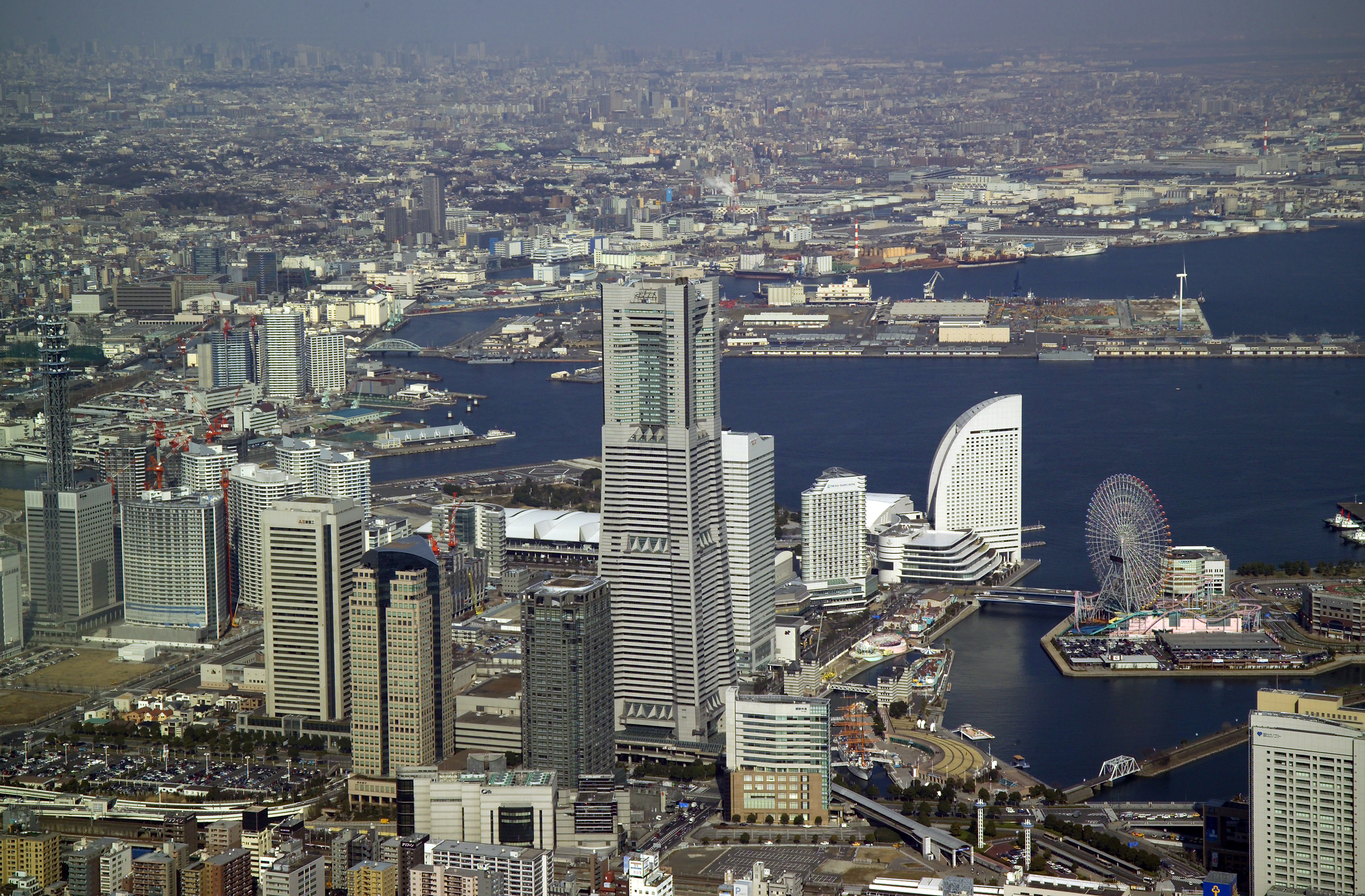
Yokohama Landmark Tower văzut de sus
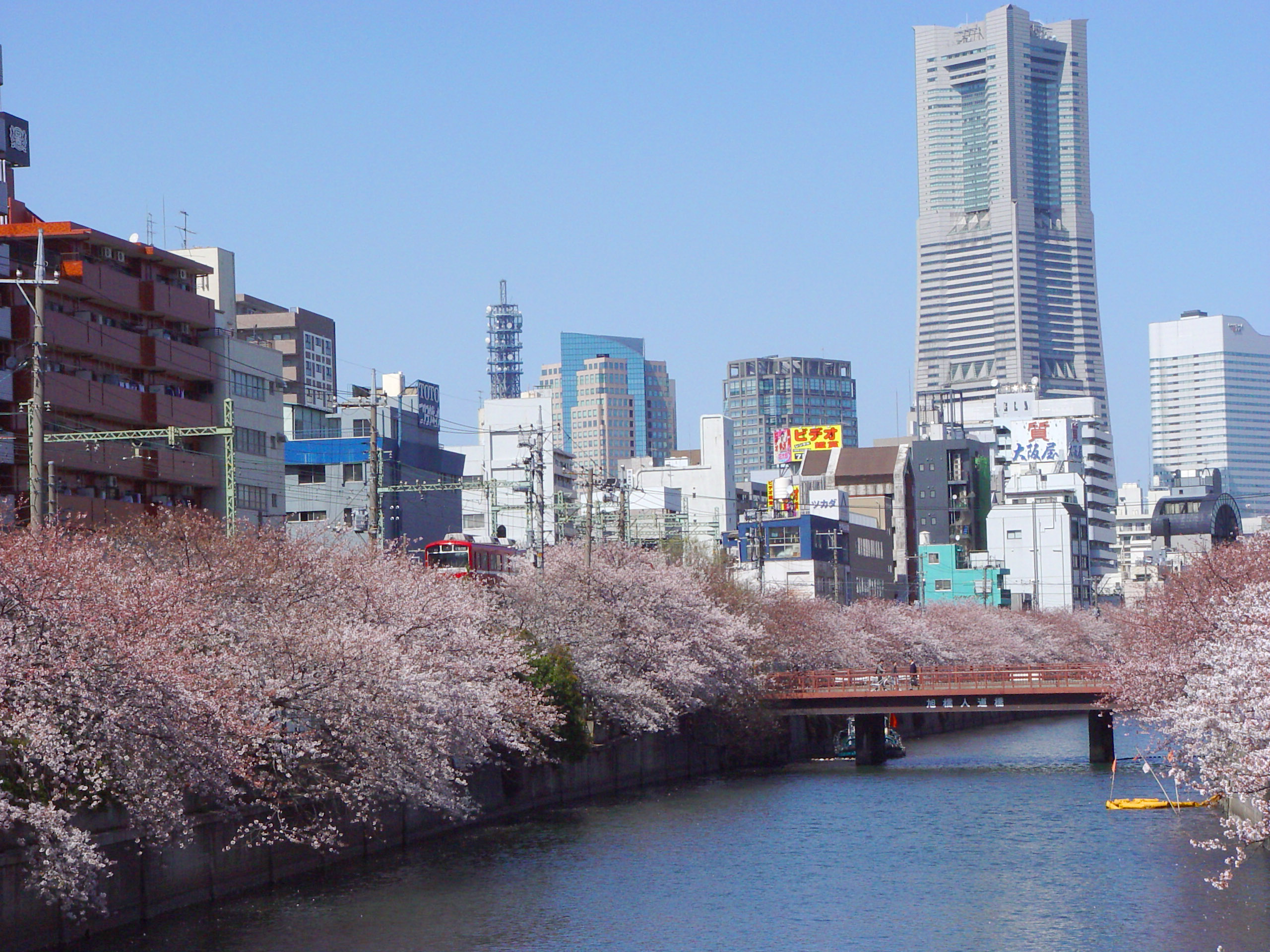
Văzut de pe Podul Kogane
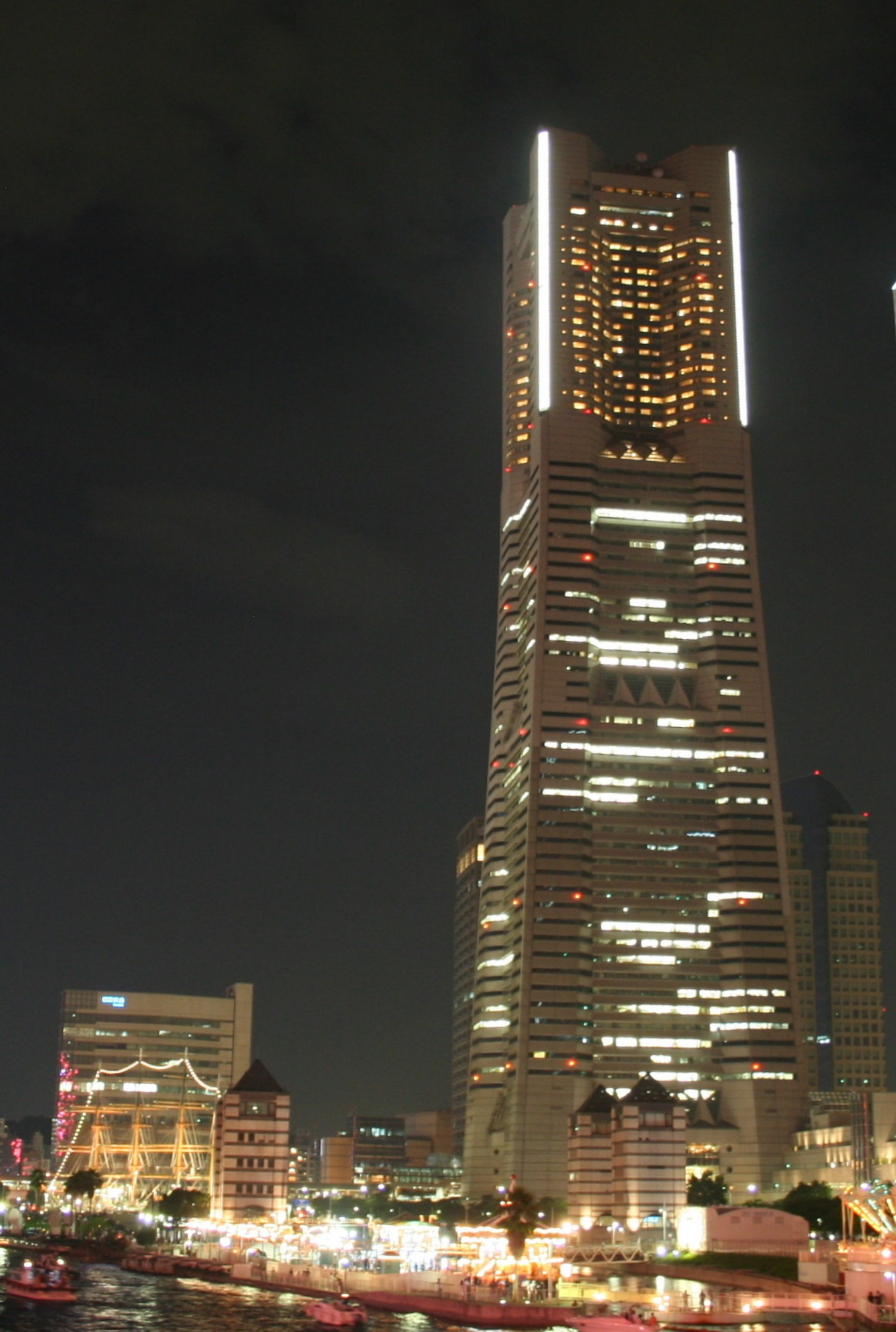
Yokohama Landmark Tower seara
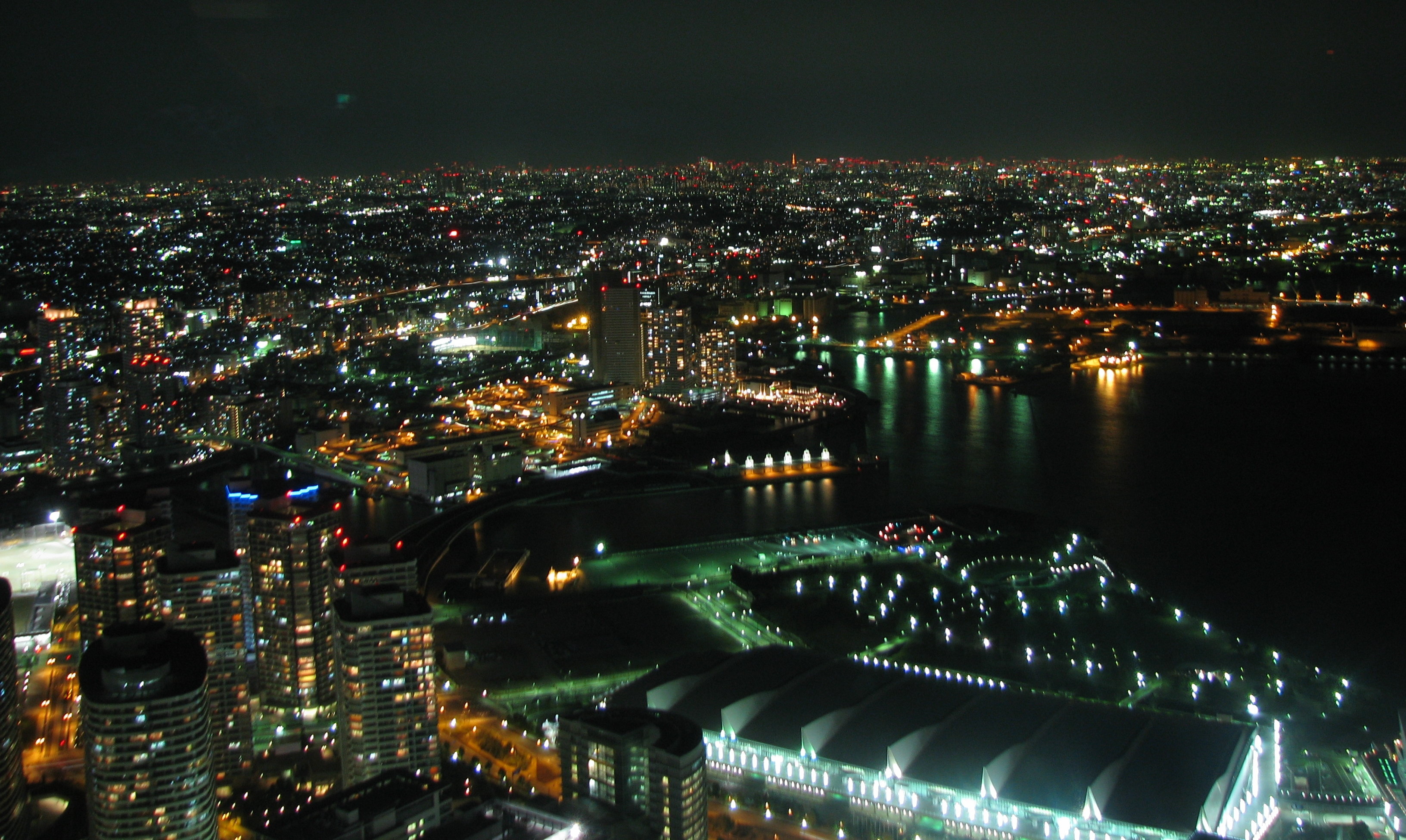
Yokohama văzut din Landmark Tower seara
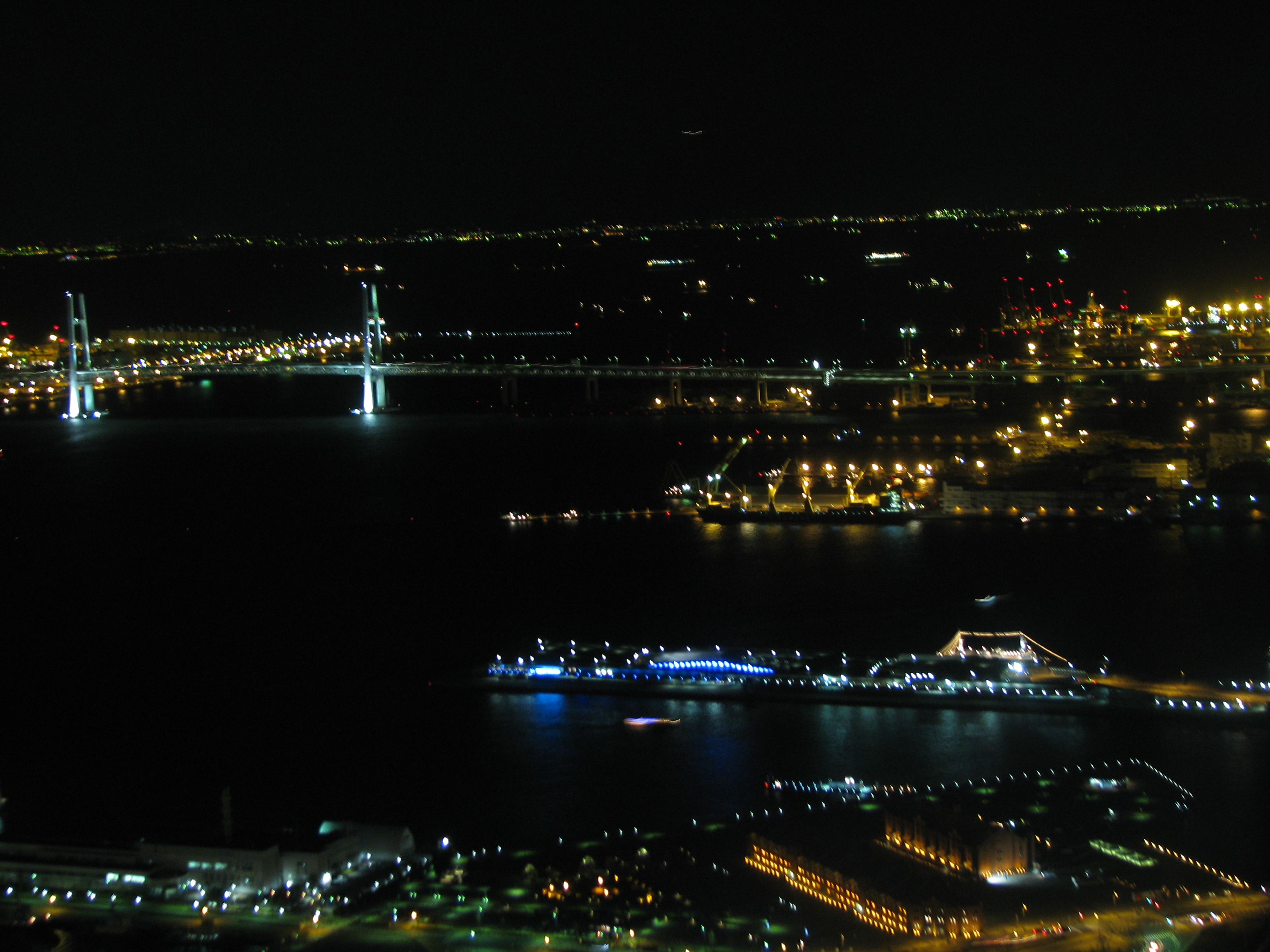
Yokohama Bay Bridge din Landmark Tower seara